# Alfred Theodor Ritter
Alfred Theodor Ritter (* 1. April 1953 in Stuttgart) ist ein deutscher Unternehmer. Er ist Mitgesellschafter des Süßwarenherstellers Alfred Ritter GmbH & Co. KG (bekannt durch die Schokoladenmarke Ritter Sport) und außerdem Mitbegründer, Aufsichtsratsvorsitzender und Mehrheitsgesellschafter der Ritter Energie, die Vakuumröhrenkollektoren und ökologische Heizsysteme herstellt, und wurde mehrfach für sein Engagement im Bereich Erneuerbare Energie ausgezeichnet.

## Leben
Alfred Theodor Ritter ist ein Enkel des Unternehmensgründers Alfred Eugen Ritter (* 1885, † 1952) und der Sohn von Alfred Otto Ritter (* 1914, † 1974) und dessen Frau Marta Karolina Ritter geb. Faißler (* 1913, † 1988).
Zunächst begann er, dem Vater zuliebe, ab 1972 an der Ruprecht-Karls-Universität Heidelberg vier Semester lang Volkswirtschaft zu studieren. Dann wechselte er das Fach und studierte stattdessen Psychologie mit Zusatzausbildung für Bioenergetische Analyse. Als der Vater 1974 starb, wollte der Sohn das Familienunternehmen zunächst nicht übernehmen. 1978 übernahm er aber den Vorsitz des Beirats des Schokoladenunternehmens, der damals neben der operativen Geschäftsführung als strategisches Leitungsgremium neu gegründet und im Wechsel von den Familienmitgliedern geführt wurde. Nach dem Diplom-Abschluss seines Psychologiestudiums 1981 war Alfred T. Ritter von 1982 bis 1986 als Psychotherapeut in Heidelberg selbstständig.

## Ritter Energie
Mitte der 1980er Jahre gab Alfred T. Ritter seine Psychologen-Praxis auf. Die Nuklearkatastrophe von Tschernobyl 1986, aufgrund der die für das Schokoladenunternehmen Ritter wichtige Haselnuss-Ernte der türkischen Plantagen wegen der Strahlenbelastung zum Großteil verloren war, veranlasste ihn zum geschäftlichen Einstieg in den Bereich Erneuerbare Energien. Als er für sein Privathaus eine Heizanlage ohne Kohle und Öl suchte und auf dem Markt keine ihn befriedigende Lösung fand, füllte er selbst die Marktlücke und wurde 1988 Mitbegründer der Paradigma-Unternehmensgruppe für Solar-, Holzpellets- und Gasheizsysteme in Pforzheim (heutiger Sitz: Karlsbad-Langensteinbach bei Karlsruhe). Deren 2000 gegründetes Tochterunternehmen Ritter Solar GmbH & Co. KG in Dettenhausen bei Tübingen ist heute der größte deutsche Hersteller von Vakuumröhrenkollektoren. Alfred T. Ritter unterstützte auch den Solarenergiepionier Georg Salvamoser bei der 1996 erfolgten Gründung der Solar-Fabrik, an der er bis heute Anteile hält und deren Aufsichtsratsvorsitzender er bis zum 5. Oktober 2010 war.
Er bietet außerdem Beratung zu nachhaltigen Geldanlagen an und war beteiligt an der Filmgesellschaft focus film, die unter anderem Umwelt-Dokumentarfilme produziert. Gemeinsam mit seiner Schwester ist er Bauträger einer Solarhaussiedlung des Freiburger Solararchitekten Rolf Disch und Eigentümer des Gewerbeparks Ritter in Karlsbad-Langensteinbach mit zwölf Passivhäusern. Seit 2009 war Ritter auch Gesellschafter der Firma Thermo-Hanf, die recycelte natürliche Dämmstoffe anbot.

## Alfred Ritter GmbH & Co. KG
Auf die Initiative von Alfred T. Ritter und seiner Schwester Marli Hoppe-Ritter hin, die Sympathie für die nicaraguanischen Sandinistas hegten, die 1979 den Diktator Anastasio Somoza Debayle gestürzt hatten, unterstützte die Alfred Ritter GmbH & Co. KG ab 1990 die bäuerliche Genossenschaft Cacaonica im Landkreis Waslala/Nicaragua, die biologisch Kakao anbaut (seit 2000 EU-zertifiziert). Seit April 2008, im Zuge einer seit Jahren verstärkten Nachfrage von Bio-Lebensmitteln, verkaufte das Unternehmen Alfred Ritter in Deutschland Bio-Schokolade, die unter anderem auch aus dem Kakao dieser Kooperative hergestellt wird, stellte den Verkauf aber 2013 wieder ein. Ebenfalls seit 2008 zahlt Ritter den Bauern der Kooperative dafür einen um rund ein Drittel höheren Preis.
Im Dezember 2005 übernahm Alfred T. Ritter den Vorsitz der Geschäftsführung des väterlichen Süßwaren-Unternehmens, nachdem der bisherige operative Geschäftsführer das Unternehmen im Konflikt mit den Eigentümern um die künftige Strategie verlassen musste. Zum 1. Januar 2015 übergab Alfred T. Ritter den Vorsitz der Geschäftsführung der Alfred Ritter GmbH & Co. KG an Andreas Ronken und übernahm stattdessen den Vorsitz des Beirats von seiner Schwester, der Rechtsanwältin Marli Hoppe-Ritter.
Alfred Theodor Ritter hat drei Kinder. Gemeinsam mit seiner Schwester und beider Kinder ist er Gesellschafter der Alfred Ritter GmbH & Co. KG.

## Auszeichnungen
- 1997: „Öko-Manager des Jahres“,[14] vergeben vom World Wide Fund For Nature (WWF) und dem deutschen Wirtschaftsmagazin Capital
- 1998: „Prognos-Zukunftspreis“, vergeben vom Schweizer Wirtschaftsforschungsunternehmen Prognos AG
- 1999: Bundesverdienstkreuz am Bande[15]
- 2001: Stromrebell 2001 der Elektrizitätswerke Schönau („Schönauer Stromrebellen“)[16]
- 2003: Sonderpreis des „Deutschen Solarpreises“, vergeben von Eurosolar für ein herausragendes persönliches Engagement im Bereich Erneuerbare Energien.[17]
- 2006: Europäisch – chinesischer Nachhaltigkeitspreis.[18]
- 2013: Ehrensenatorenwürde der Albert-Ludwigs-Universität Freiburg[19]
- 2014: Wirtschaftsmedaille des Landes Baden-Württemberg[18]
- 2019: Deutscher Gründerpreis, Kategorie Lebenswerk[20]
- 2022: Verdienstorden des Landes Baden-Württemberg